# يوميات قط جونجي إيتو: يون ومو
يوميات قط جونجي إيتو: يون ومو (باليابانية: 伊藤潤二の猫日記 よん&むー، بالروماجي: Itō Junji no Neko Nikki: Yon & Mū) هي مانغا يابانية من تأليف ورسم جونجي إيتو. نشرت من قبل كودانشا، في مجلة مجلة زد الشهرية، منذ يناير عام 2008 حتى فبراير عام 2009، وتم تجمع فصول المانغا في مجلد تانكوبون واحد، نشر في 13 مارس 2009.

## القصة
تدور أحدث القصة عن المانغاكا جاي - كون (جونجي إيتو) الذي ينتقل إلى منزل جديد مع
خطيبته أي - كو (زوجته أياكو إيشيغورو) وقطهما يون الذي جلبته خطيبته معها إلى منزلهما الجديد.

## وصلات خارجية
- يوميات قط جونجي إيتو: يون ومو على موقع كودانشا